# Nycke Groot
Cornelia Nycke Groot (* 4. Mai 1988 in Alkmaar) ist eine ehemalige niederländische Handballspielerin.

## Karriere
Groot spielte in den Niederlanden bei Koedijk, Kolping und beim Erstligisten Zeeman Vastgoed SEW. Mit Zeeman Vastgoed SEW nahm sie am Europapokal teil. Im Jahre 2006 schloss sich die Rückraumspielerin dem dänischen Verein Team Tvis Holstebro an. 2011 unterschrieb sie einen Vertrag beim Ligarivalen FC Midtjylland Håndbold. Mit dem FCM Håndbold gewann sie 2012 und 2014 den dänischen Pokal, 2013 und 2015 die dänische Meisterschaft sowie 2015 den Europapokal der Pokalsieger. In den Jahren 2013 und 2014 wurde sie zu Dänemarks Handballerin der Jahres gewählt. Ab der Saison 2015/16 stand sie beim ungarischen Spitzenverein Győri ETO KC unter Vertrag. 2016, 2017, 2018 und 2019 gewann sie mit Győri ETO KC die ungarische Meisterschaft, 2016, 2018 und 2019 den ungarischen Pokal sowie 2017, 2018 und 2019 die EHF Champions League. Im Sommer 2019 wechselte sie zum dänischen Erstligisten Odense Håndbold. Mit Odense gewann sie 2021 die dänische Meisterschaft sowie 2020 den dänischen Pokal. Nach der Saison 2020/21 beendete sie ihre Karriere. Im Oktober 2022 wurde sie von ihren ehemaligen Verein Odense Håndbold für die Saison 2022/23 reaktiviert.
Nycke Groot absolvierte 150 Länderspiele für die Niederlande, in denen sie 450 Treffer erzielte. Mit der niederländischen Auswahl nahm sie an den Europameisterschaften 2010 und der Weltmeisterschaft 2013 teil. Weiterhin nahm sie an den Olympischen Spielen 2016 in Rio de Janeiro teil. Bei der Europameisterschaft 2016 gewann sie die Silbermedaille und wurde in das All-Star-Team sowie zum MVP gewählt. Groot gewann bei der Weltmeisterschaft 2017 und bei der Europameisterschaft 2018 jeweils die Bronzemedaille. Mit der niederländischen Auswahl nahm sie zum Abschluss ihrer Karriere an den Olympischen Spielen in Tokio teil.
Groot leitet seit August 2024 den Handballunterricht an einer Efterskole in Nyborg, die mit dem Handballverein Odense Håndbold kooperiert.